# 斯文·席普洛克
斯文·席普洛克（德語：Sven Schipplock；1988年11月8日—）是一位德國足球運動員，場上司职前鋒，現效力於德国足球地区联赛球隊斯图加特二队。